# Рептил (роман)
Рептил је роман спекулативне фикције српског писца и библиотекара Уроша Тимића, објављен као самиздат писца 2019. године у 300 примерака.

## Радња
Роман је трилер са елементима хорора и фантастике, и за тему има класичну причу о томе да свако има свог двојника. Радња се одиграва у садашњости, и главни јунак је младић по имену Стеван, који има низ бизарних инцидената јер постоји човек физички идентичан као он, а духовно потпуно супротан њему. Стефан је остао без родитеља са свега петнаест година, и пратимо његов развој кроз велики број веза са разним девојкама, све док не упознаје тајанственог Стевана, момка који му делује кул, и који је као он, попут рептила који је обукао његову кожу, а опет толико другачији. Све се мења када му гине девојка Сузана, а Стеван упозна на послу заводљиву Лолу, и у лагодном животу, пороцима и изласцима не може да разлучи шта је истина, а шта реалност, уверен да га прате и прогоне двојица младића близанаца Петар и Павле, синови његовог шефа, за које мисли да нису људи већ рептили са људском кожом, који га маме, плаше и покушавају да га заведу причом да је и он као они "ослобођени" и "леви човек" (као и његов шеф Андреј и пословни пријатељ Коста, отац Стеванове настрадале девојке Сузане). А ту је и наравно Стефан, момак који је као и Стеван, а у свему наизглед "бољи" од њега.

## О аутору
Урош Тимић је рођен 1991. године у Смедереву, и по професији је библиотекар. Такође повремено ради као телевизијски водитељ. Његов први роман "Осми живот" је један од три романа који су победили на Лагунином конкурсу за необјављени првенац. Поред тога написао је још неколико романа и прича, сви су мешавина трилера и хорора.